# Croisettea kalaukapuae
Croisettea kalaukapuae — вид червоних водоростей родини Kallymeniaceae. Описаний у 2022 році.

## Назва
Видовий епітет kalaukapuae вшановує Лауру Калаукапу Лоу Лукас Томпсон (1925—2020) за її захист культурних і природних ресурсів Гаваїв, особливо її значний внесок у створення Національної морської пам'ятки Папаханаумокуакеа, включаючи її роль як члена-засновника Екосистемного заповідника коралових рифів Північно-Західних Гавайських островів.

## Поширення
Вид поширений у морі поблизу Гавайських островів. Росте на мезофотичних коралових рифах.